# Котелни
Котѐлни (на руски: Коте́льный) е остров на Русия в море Лаптеви от Северния ледовит океан. Административно принадлежи към район Булунски улус в Якутия.

## Използване
От 1933 до 1993 г. на острова се намира база, използвана за проучвания и военни цели.
След 30-годишно прекъсване започва повторно използване на военната база на острова от Русия през 2013 г. Има за цел опазването на офшорните залежи на нефт и природен газ и подпомагане на контрола над Северния морски път. В море Лаптеви не се разработват залежи от петрол и газ, а Северният морски път се ползва рядко.
Базата се използва от Военноморските сили на Русия, представители на руското Министерство на извънредните ситуации, метеоролози и изследователи на климата.
В състава на военноморските сили са включени ядреният линеен крайцер „Петър Велики“, няколко танкера, 3 ядрени ледоразбивача. Летището в Котелни ще бъде пригодено за вертолети и самолети от типа Ан-12, Ан-24, Ан-72 и Ил-76.

## Описание
Той е най-големият от групата острови Анжу в архипелага Новосибирски острови с площ 11 665 km². Най-високата му точка е връх Малакатин-Тас с височина 374 метра.
Островът е изграден от варовици и шисти. Релефът му е хълмист.
До началото на ХІХ в. Котелни е отделен от лежащия на изток от него остров Фадеевски, но в резултат от неотектонско издигане се съединява с него чрез т.нар. Земя Бунге и тясната коса Анжу, като по този начин остров Фадеевски се превръща в полуостров на Котелни.
Намира се в зоната на арктическта пустиня с рядка тревисто-храстова растителност сред каменисти участъци.

## Климат
Остров Котелни има арктически климат. Температурите рядко достигат над 0°С за кратко през летните месеци.
| Остров Котелни                        | Остров Котелни | Остров Котелни | Остров Котелни | Остров Котелни | Остров Котелни | Остров Котелни | Остров Котелни | Остров Котелни | Остров Котелни | Остров Котелни | Остров Котелни | Остров Котелни | Остров Котелни |
| Месеци                                | яну.           | фев.           | март           | апр.           | май            | юни            | юли            | авг.           | сеп.           | окт.           | ное.           | дек.           | Годишно        |
| Абсолютни максимални температури (°C) | −7,2           | −3,3           | −4,8           | 0,3            | 6,2            | 20,7           | 25,1           | 20,2           | 11,8           | 1,8            | −2,5           | −3,1           | 25,1           |
| Средни максимални температури (°C)    | −26,2          | −26,8          | −24,4          | −17            | −6,2           | 1,3            | 5,5            | 4,3            | 0,4            | −8,4           | −18,4          | −24            | −11,7          |
| Средни температури (°C)               | −29,8          | −30,2          | −27,9          | −20,7          | −9             | −0,4           | 2,7            | 1,9            | −1,6           | −11,1          | −22            | −26,6          | −14,6          |
| Средни минимални температури (°C)     | −32,2          | −32,6          | −30,7          | −24,1          | −11,1          | −2,1           | 0,8            | 0,3            | −2,7           | −13,6          | −24,5          | −30            | −16,9          |
| Абсолютни минимални температури (°C)  | −44,9          | −49,9          | −46,1          | −46,2          | −28,6          | −14,9          | −6             | −9,2           | −18,6          | −40,2          | −40,2          | −45            | −49,9          |
| Средни месечни валежи (mm)            | 6,5            | 5,9            | 6,9            | 7,8            | 10,5           | 17,9           | 29,6           | 24,9           | 21,2           | 15,7           | 7,7            | 7,5            | 162,0          |
| ------------------------------------- | -------------- | -------------- | -------------- | -------------- | -------------- | -------------- | -------------- | -------------- | -------------- | -------------- | -------------- | -------------- | -------------- |
| Източник: Weatherbase                 |                |                |                |                |                |                |                |                |                |                |                |                |                |

## Топографска карта
- S-53,54, М 1:1 000 000[7]